# Provincia del Táchira
La provincia del Táchira fue una de las antiguas provincias de Venezuela, cuando este país aún poseía un régimen centralista. La provincia fue creada por decreto del soberano Congreso de la República de Venezuela durante el gobierno del general José Tadeo Monagas el 11 de marzo de 1856 y finalmente sancionado el 14 de marzo de 1856 al ser separada de la de Mérida, con un territorio similar al que hoy abarca el actual estado Táchira.

## División territorial
En 1856 la provincia del Táchira estaba dividida en los cantones de San Cristóbal, San Antonio, Lobatera y La Grita.